# Campeonato Mundial de Esqui Estilo Livre de 2021 - Halfpipe masculino
A prova do halfpipe masculino do Campeonato Mundial de Esqui Estilo Livre de 2021 foi realizada nos dias 10 e 12 de março na cidade de Aspen nos Estados Unidos. 

## Medalhistas
| Ouro                | Prata                | Bronze            |
| Nico Porteous (NZL) | Simon d'Artois (CAN) | Birk Irving (USA) |

## Resultados

### Qualificação
Um total de 22 esquiadores participaram da competição.  Os 10 melhores avançaram para a final. 
| Colocação | Bib | Ordem de corrida | Nome              | Nacionalidade  | Corrida 1 | Corrida 2 | Melhor | Notas |
| --------- | --- | ---------------- | ----------------- | -------------- | --------- | --------- | ------ | ----- |
| 1         | 5   | 5                | Brendan Mackay    | Canadá         | 94.25     | 83.00     | 94.25  | Q     |
| 2         | 4   | 2                | Birk Irving       | Estados Unidos | 91.75     | 92.50     | 92.50  | Q     |
| 3         | 2   | 1                | Noah Bowman       | Canadá         | 90.00     | 30.75     | 90.00  | Q     |
| 4         | 18  | 18               | Nico Porteous     | Nova Zelândia  | 88.75     | 20.50     | 88.75  | Q     |
| 5         | 1   | 8                | Aaron Blunck      | Estados Unidos | 87.75     | 21.25     | 87.75  | Q     |
| 6         | 3   | 3                | Simon d'Artois    | Canadá         | 83.25     | 86.75     | 86.75  | Q     |
| 7         | 6   | 6                | David Wise        | Estados Unidos | 86.00     | 27.25     | 86.00  | Q     |
| 8         | 9   | 9                | Kevin Rolland     | França         | 77.25     | 15.25     | 77.25  | Q     |
| 9         | 13  | 11               | Alex Ferreira     | Estados Unidos | 71.50     | 74.25     | 74.25  | Q     |
| 10        | 19  | 15               | Rafael Kreienbühl | Suíça          | 68.25     | 32.00     | 68.25  | Q     |
| 11        | 8   | 7                | Lyman Currier     | Estados Unidos | 35.75     | 67.50     | 67.50  |       |
| 12        | 7   | 10               | Gus Kenworthy     | Reino Unido    | 65.50     | 67.25     | 67.25  |       |
| 13        | 15  | 21               | Evan Marineau     | Canadá         | 66.75     | 45.00     | 66.75  |       |
| 14        | 10  | 4                | Birk Ruud         | Noruega        | 59.75     | 60.25     | 60.25  |       |
| 15        | 22  | 13               | Ben Harrington    | Nova Zelândia  | 58.00     | 36.50     | 58.00  |       |
| 16        | 24  | 20               | Gustav Legnavsky  | Nova Zelândia  | 57.25     | 57.25     | 57.25  |       |
| 17        | 17  | 17               | Andreas Gohl      | Áustria        | 56.75     | 41.25     | 56.75  |       |
| 18        | 20  | 12               | Marco Ladner      | Áustria        | 55.50     | 5.25      | 55.50  |       |
| 19        | 21  | 19               | Jon Sallinen      | Finlândia      | 48.75     | 14.75     | 48.75  |       |
| 20        | 12  | 22               | Robin Briguet     | Suíça          | 7.75      | 47.50     | 47.50  |       |
| 21        | 11  | 14               | Miguel Porteous   | Nova Zelândia  | 41.50     | 21.25     | 41.50  |       |
| 22        | 23  | 16               | Brendan Newby     | Irlanda        | 28.50     | 40.00     | 40.00  |       |

### Final
A final foi iniciada no dia 12 de março às 13h00. 
| Colocação         | Bib | Ordem de corrida | Nome              | Nacionalidade  | Corrida 1 | Corrida 2 | Corrida 3 | Melhor |
| ----------------- | --- | ---------------- | ----------------- | -------------- | --------- | --------- | --------- | ------ |
| Medalha de ouro   | 18  | 7                | Nico Porteous     | Nova Zelândia  | 94.50     | 43.00     | 78.00     | 94.50  |
| Medalha de prata  | 3   | 5                | Simon d'Artois    | Canadá         | 26.50     | 91.25     | 84.50     | 91.25  |
| Medalha de bronze | 4   | 9                | Birk Irving       | Estados Unidos | 89.75     | 4.50      | DNS       | 89.75  |
| 4                 | 13  | 2                | Alex Ferreira     | Estados Unidos | 19.50     | 84.75     | 35.25     | 84.75  |
| 5                 | 1   | 6                | Aaron Blunck      | Estados Unidos | 83.25     | 30.25     | 30.50     | 83.25  |
| 6                 | 19  | 1                | Rafael Kreienbühl | Suíça          | 71.50     | 52.25     | 26.00     | 71.50  |
| 7                 | 5   | 10               | Brendan Mackay    | Canadá         | 35.25     | 54.75     | 44.75     | 54.75  |
| 8                 | 9   | 3                | Kevin Rolland     | França         | 9.50      | 49.00     | DNS       | 49.00  |
| 9                 | 2   | 8                | Noah Bowman       | Canadá         | 42.00     | 29.25     | 37.75     | 42.00  |
| 10                | 6   | 4                | David Wise        | Estados Unidos | 4.75      | 30.75     | 28.50     | 30.75  |

Legenda
| Recorde mundial       | Recorde mundial (World record)               |                       | Recorde africano                      | Recorde africano (African) |                                           | Q | Classificado por posição (Qualified) |
| Recorde do campeonato | Recorde do campeonato (Championship record)  | Recorde da América    | Recorde da América (Americas)         | q                          | Classificado por melhor tempo (Qualified) |   |                                      |
| Melhor marca do ano   | Melhor marca do ano (World leading)          | Recorde asiático      | Recorde asiático (Asian)              | DNS                        | Não largou (Did not start)                |   |                                      |
| Recorde nacional      | Recorde nacional (National record)           | Recorde europeu       | Recorde europeu (European)            | DNF                        | Não terminou (Did not finish)             |   |                                      |
| Recorde pessoal       | Recorde pessoal do atleta (Personal best)    | Recorde da Oceania    | Recorde da Oceania (Oceania)          | DSQ / DQ                   | Desclassificado (Disqualified)            |   |                                      |
| Recorde da temporada  | Recorde da temporada do atleta (Season best) | Recorde sul-americano | Recorde sul-americano (South America) | NM                         | Sem marca (No mark)                       |   |                                      |